# سفارة المجر في ألمانيا
سفارة المجر في ألمانيا هي أرفع تمثيل دبلوماسي لدولة المجر لدى ألمانيا. تقع السفارة في ميته وهي تهدف لتعزيز المصالح المجرية في ألمانيا.

## وصلات خارجية
- الموقع الرسمي
- قائمة سفارات المجر
- قائمة السفارات في ألمانيا